# جف باکلی
جفری اسکات باکلی (به انگلیسی: Jeffrey Scott Buckley) (۱۷ نوامبر ۱۹۶۶ کالیفرنیا، ایالات متحده آمریکا - ۲۹ می ۱۹۹۷ تنسی، ایالات متحده آمریکا) گیتاریست، ترانه‌سرا و خوانندهی آمریکایی بود. نام اصلی او اسکاتی مورهد بود.
تیم باکلی پدر وی نیز هنرمند بود که در سال ۱۹۷۵ در اثر مصرف بیش از حد مواد مخدر درگذشت.
اولین آلبوم آوانگارد جف باکلی به نام Grace در سال ۱۹۹۴ منتشر شده که تنها آلبوم کامل او محسوب می‌شود.د ر اوایل سال ۱۹۹۶ بوکلی ضبط آهنگ‌های آلبوم دوم خود را شروع کرد.
گفته می‌شود که در ۲۹ می ۱۹۹۷ باکلی و دوستش در هنگام رفتن به محل تمرین تصمیم می‌گیرند که در کنار رودخانهٔ می‌سی‌سی‌پی استراحت کنند. او در هنگام شنا در بندر ممفیس غرق شد. جسد وی شش روز بعد پیدا شد. پس از مرگ وی، مادرش انتشار آثار وی را بر عهده گرفت.
از ترانه‌های معروف وی می‌توان به آخرین بدرود و هللویا اشاره کرد. 

## جوایز
- نامزد جایزه گرمی بهترین اجرای وکال راک مرد برای ترانهٔ «Everybody Here Wants You» در سال ۱۹۹۸
- نامزد بهترین هنرمند جدید جایزه موزیک ویدئو ام‌تی‌وی برای ترانهٔ «Last Goodbye» در سال ۱۹۹۵

## آثار

### آلبوم‌ها
- 1993 - Live at Sin-é (EP)
- 1994 - Grace
- 1995 - Live from the Bataclan (EP)
- 1995 - Eternal Life (EP)
- 1998 - Sketches for My Sweetheart the Drunk
- 2000 - Mystery White Boy
- 2001 - Live À L'Olympia
- 2002 - Songs to No One 1991-1992
- 2002 - The Grace EPs
- 2003 - Live at Sin-é (Legacy Edition)
- 2004 - Grace (Legacy Edition)
- 2007 - So Real: Songs from Jeff Buckley

### تک‌آهنگ‌ها
- 1995 - Grace
- 1995 - Last Goodbye
- 1996 - So Real
- 1998 - Everybody Here Wants You
- 2004 - Forget Her
- 2008 - Hallelujah

### ویدئوها
- 2000 - Live in Chicago
- 2007 - Amazing Grace: Jeff Buckley